# Marc Werlen
Marc Werlen (* 12. Januar 1978 in Biel) ist ein ehemaliger Schweizer Eishockeyspieler.

## Karriere
Marc Werlen begann seine Profikarriere im Alter von 17 Jahren bei Fribourg-Gottéron in der Nationalliga A, nachdem er als Kind und Jugendlicher beim SC Lyss aktiv gewesen war. Er spielte bereits als 14-Jähriger in der höchsten Amateurliga der Schweiz. Während seiner 13-jährigen Profikarriere bestritt er als Verteidiger fast 600 Spiele in der Nationalliga A und B sowie 88 Junioren-Länderspiele für die Schweiz.
Zu seinen größten Erfolgen zählt der vierte Platz an der Junioren-Europameisterschaft in Ufa im Jahre 1996. Zwei Jahre später gewann er bei der U20-Weltmeisterschaft in Finnland mit der Schweizer U20-Nationalmannschaft die Bronzemedaille. Dieser Erfolg ist bis heute (2025) die beste Platzierung der Schweizer U20-Auswahl in ihrer Geschichte. Weitere Highlights seiner Karriere waren die Teilnahme mit Fribourg am Spartak Cup in Moskau sowie die Teilnahme an der European Hockey League.
Mit dem EHC Biel wurde Werlen zweimal Schweizer Meister in der NLB, bis er 2008 seine Profi-Karriere aufgrund einer chronischen Entzündung an der Achillessehne aufgeben musste.

## Erfolge und Auszeichnungen
- 2006 NLB-Meister mit dem EHC Biel
- 2007 NLB-Meister mit dem EHC Biel

### International
- 1998 Bronzemedaille bei der Junioren-Weltmeisterschaft
- 1996 4. Platz bei der Junioren-Europameisterschaft

## Statistik
(Stand: Ende der Saison 2007/08)